# SC Olhanense
Sporting Clube Olhanense is een Portugese voetbalclub uit Olhão. De club werd opgericht op 27 april 1912. De thuiswedstrijden worden in het Estádio José Arcanjo gespeeld, dat plaats biedt aan 11.622 toeschouwers. De clubkleuren zijn zwart-rood. In 2009 promoveerde de club naar de hoogste klasse. In 2014 degradeerde de club naar het op een na hoogste niveau om vervolgens af te zakken naar de derde klasse. Edgar Davids was gedurende de eerste helft van 2021 trainer van Olhanense. In 2023 zakte de club verder af naar het vijfde niveau.

## Erelijst
- Campeonato de Portugal: 1924
- Segunda Liga: 2009
- Segunda Divisão: 1936, 1941, 2004
- Terceira Divisão: 1970
- Associação de Futebol do Algarve: 1922, 1924, 1925, 1926, 1927, 1931, 1933, 1939, 1940, 1941, 1942, 1943, 1944, 1945, 1946, 1947

## Eindklasseringen
| Seizoen   | №  | Clubs | Divisie       | Duels | Winst | Gelijk | Verlies | Doelsaldo | Punten | Tsch  |
| --------- | -- | ----- | ------------- | ----- | ----- | ------ | ------- | --------- | ------ | ----- |
| 2004–2005 | 9  | 18    | Segunda Liga  | 34    | 11    | 11     | 12      | 32–31     | 44     | ??    |
| 2005–2006 | 5  | 18    | Segunda Liga  | 34    | 13    | 13     | 8       | 41–28     | 52     | ??    |
| 2006–2007 | 9  | 16    | Segunda Liga  | 30    | 10    | 10     | 10      | 29–31     | 40     | ??    |
| 2007–2008 | 5  | 16    | Segunda Liga  | 30    | 12    | 9      | 9       | 33–33     | 45     | 981   |
| 2008–2009 | 1  | 16    | Segunda Liga  | 30    | 18    | 4      | 8       | 52–32     | 58     | 2.558 |
| 2009–2010 | 13 | 16    | Primeira Liga | 30    | 5     | 14     | 11      | 31–46     | 29     | 4.363 |
| 2010–2011 | 11 | 16    | Primeira Liga | 30    | 7     | 13     | 10      | 24–34     | 34     | 3.194 |
| 2011–2012 | 8  | 16    | Primeira Liga | 30    | 9     | 12     | 9       | 36–38     | 39     | 2.225 |
| 2012–2013 | 14 | 16    | Primeira Liga | 30    | 5     | 10     | 15      | 26–42     | 25     | 2.470 |
| 2013–2014 | 16 | 16    | Primeira Liga | 30    | 6     | 6      | 18      | 21–49     | 24     | 2.315 |
| 2014–2015 | 16 | 24    | Segunda Liga  | 46    | 13    | 16     | 17      | 51–56     | 55     | 562   |
| 2015–2016 | 7  | 24    | Segunda Liga  | 46    | 19    | 12     | 15      | 42–39     | 69     | 529   |

## Bekende (oud-)spelers
- Nicolas Alnoudji
- Wilson Eduardo
- Nabil Jaadi
- Lulinha
- Floris Schaap (ook als trainer)
- Paulo Sérgio
- Anthony Šerić
- Tomas Švedkauskas